# Transports en Seine-et-Marne

Les transports dans le département français de Seine-et-Marne sont fortement marqués par la proximité de Paris dont l'aire urbaine englobe la quasi-totalité du département. Si les infrastructures routières et le réseau de transport en commun organisé par Île-de-France Mobilités sont denses dans l'ensemble du département, une nette gradation est toutefois visible entre la partie du département la plus proche de Paris, à l'ouest, qui accueille plusieurs autoroutes, la Francilienne, plusieurs lignes de RER et une partie du plus grand aéroport français, et les franges sud et est du département.

## Transport routier

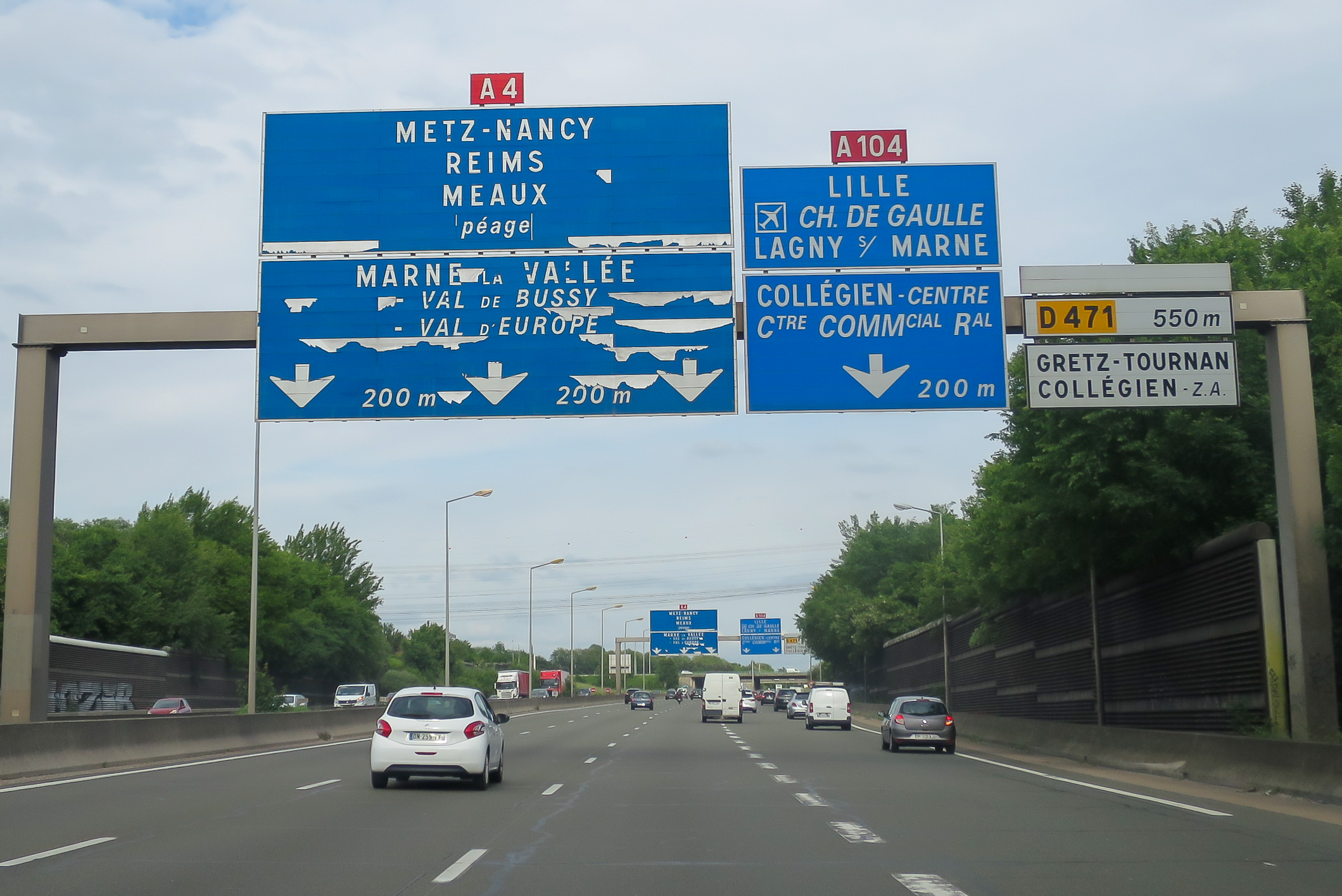
L'échangeur de Lognes entre l'autoroute A4 et la route nationale 104, dans la commune de Lognes à Marne-la-Vallée.

### Infrastructures routières
À l'exception de la Francilienne, composée de l'autoroute A104 et de la route nationale 104 et qui fait le tour de l'agglomération parisienne en passant à l'extrême ouest du département, et dans une moindre mesure de la route nationale 36 (Meaux-Melun), tous les axes routiers principaux du département sont organisés en étoile autour de Paris. Le trafic et les caractéristiques de ces axes évolue au cours de leur traversée du département : d'autoroutes urbaines au trafic dense, aux échangeurs rapprochés et d'accès gratuit dans l'agglomération parisienne, ces axes voient leur fréquentation baisser, leur nombre de voies diminuer et parfois des péages apparaître au fur et à mesure de leur traversée du département. Du nord au sud, on trouve :
- la route nationale 2 vers Soissons, Laon et Maubeuge, à 2x2 voies dans le département (sauf tronc commun avec l'autoroute A104 à 2x3 voies) ;
- l'autoroute A4 vers Reims, Metz et Strasbourg, à 2x3 voies et gratuite (sauf une courte section) jusqu'à l'autoroute A140 (Meaux) puis à 2x2 voies et à péage jusqu'à la sortie du département ;
- la route nationale 4 vers Saint-Dizier et Nancy, à 2x2 voies jusqu'à Jouy-le-Châtel, à deux voies au-delà ;
- l'autoroute A5 vers Troyes et Langres, gratuite jusqu'à l'échangeur de l'autoroute A5b et payante au-delà, à 2x3 voies sur la quasi-totalité du territoire départemental mais passe en 2x2 voies juste avant l'entrée dans l'Yonne ;
- l'autoroute A6 vers Auxerre, Dijon et Lyon, qui devient payante au bout de quelques kilomètres dans le département, à 2x3 voies dans le département hormis quelques points particuliers, et son antenne l'autoroute A77 vers Nevers.

Le département compte quelques autres autoroutes et routes à 2x2 voies, courtes et d'intérêt plus local : l'autoroute A5b entre la Francilienne et Melun, l'autoroute A140 entre l'A4 et Meaux, la route nationale 3 sur quelques kilomètres de la banlieue parisienne, la route départementale 199 à Marne-la-Vallée.

### Covoiturage et autopartage
Comme dans les autres départements de la région, Île-de-France Mobilités subventionne les trajets en covoiturage courte distance en offrant la gratuité aux détenteurs de forfaits Navigo annuel ou mensuel ou Imagine'R, auprès des opérateurs de covoiturage partenaires.

## Transport ferroviaire et transports en commun

### Historique

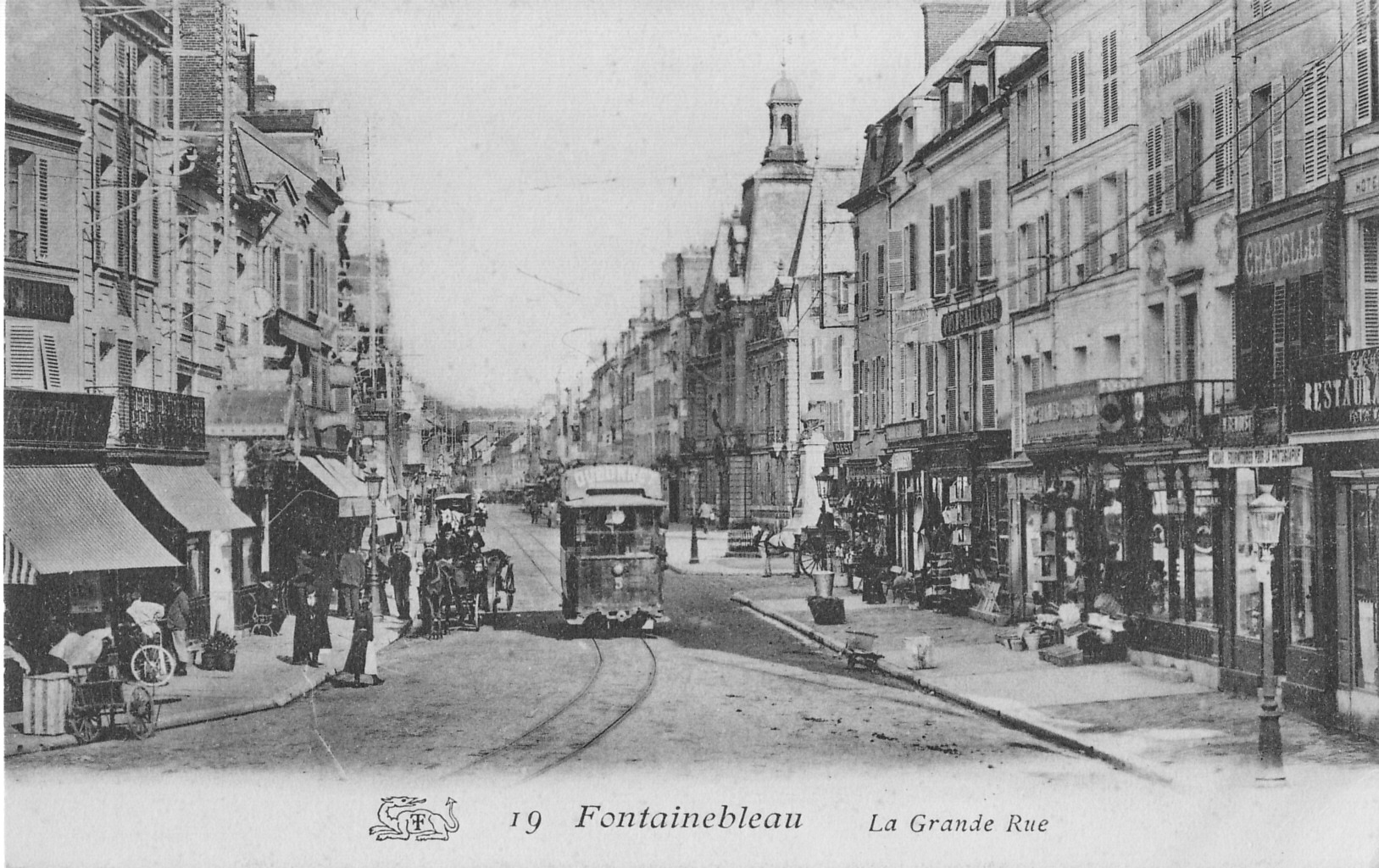
Une rame du tramway de Fontainebleau dans la Grande Rue, au début du XX^{e} siècle.

Le chemin de fer est apparu dans le département en 1849, avec l'ouverture simultanée des premiers tronçons des lignes de Paris-Gare de Lyon à Marseille et de Paris-Est à Strasbourg. La Compagnie des chemins de fer du Nord, la Compagnie des chemins de fer de l'Est et la Compagnie des chemins de fer de Paris à Lyon et à la Méditerranée se sont découpées le territoire départemental, traversé par les grandes lignes radiales de ces compagnies.
Dès la fin du XIXe siècle, le développement de l'agglomération parisienne le long des lignes de chemin de fer oblige les compagnies à mettre en place des trains spécifiques à la banlieue et à améliorer leurs infrastructures sur le parcours de ces trains sans cesse plus nombreux. Ces lignes seront pour la plupart doublées et pour certaines quadruplées, équipées des meilleurs systèmes de signalisation, et après la Seconde Guerre mondiale, presque toutes électrifiées. Le développement du trafic de banlieue explique également que, comme ailleurs en Île-de-France mais contrairement à ce qui s'est déroulé dans la plupart des départements français, peu de lignes ferroviaires aient fermé au trafic voyageurs entre les années 1930 et aujourd'hui.
La Seine-et-Marne a également été desservie à partir de la fin du XIXe siècle par quelques lignes de chemin de fer d’intérêt local, principalement exploité par la Compagnie de chemins de fer départementaux (réseau de Seine-et-Marne), la Société générale des chemins de fer économiques (réseau de Seine-et-Marne) et le Tramway Sud de Seine-et-Marne. Ce réseau n'a en revanche pas été conservé et a disparu entre les années 1930 et 1960.
Le tramway de Fontainebleau a circulé de 1896 à 1953.
|                                             |
| Le réseau ferroviaire à son apogée en 1930. |

|                                     |
| Le réseau ferroviaire de nos jours. |

|                                                    |
| Carte animée de l’évolution du réseau ferroviaire. |

### Situation actuelle
Île-de-France Mobilités est, comme dans le reste de la région Île-de-France, autorité organisatrice de la mobilité sur la totalité du territoire départemental.

#### Transport ferroviaire de longue distance

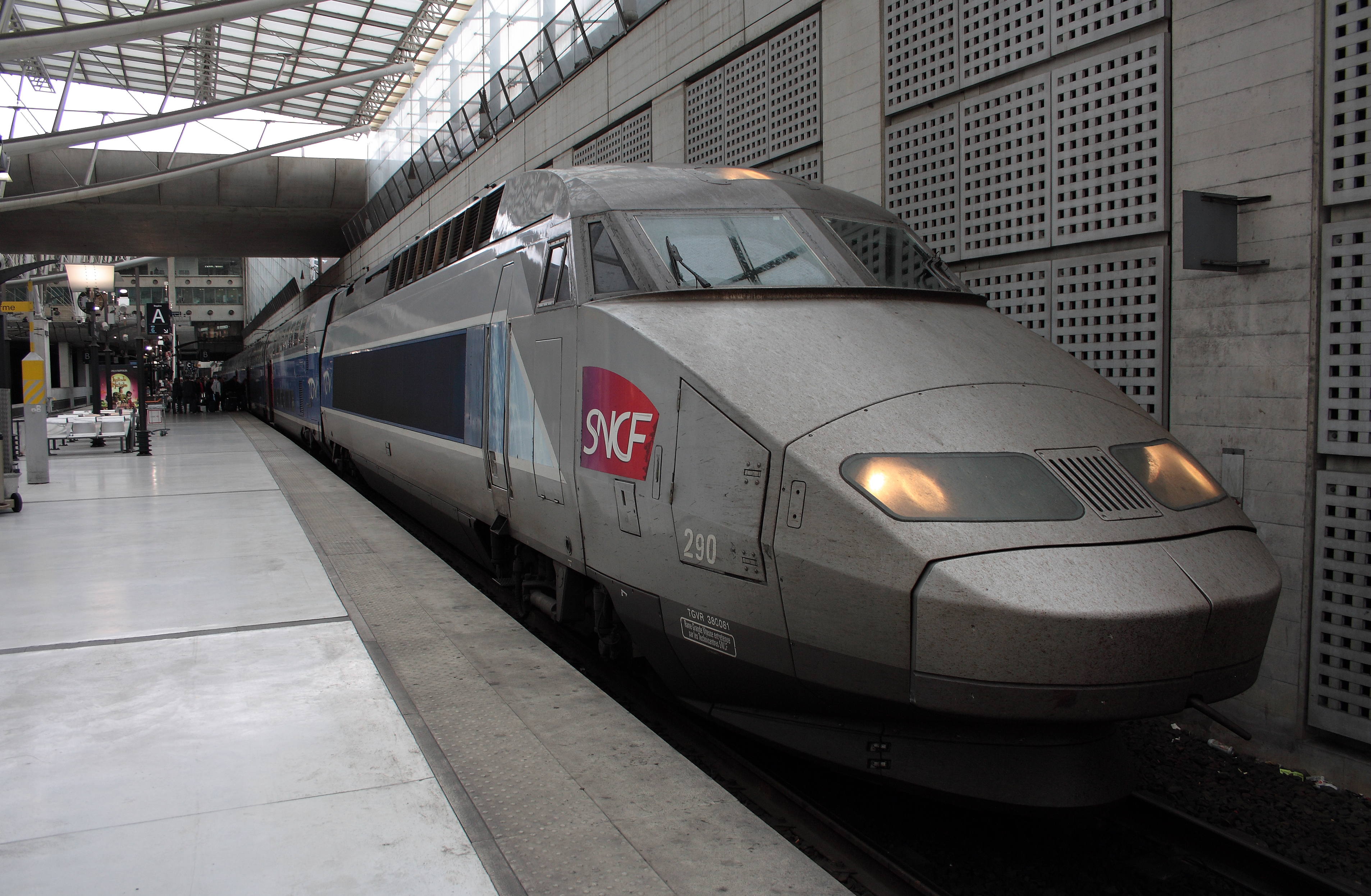
Une rame TGV Duplex en gare de l'aéroport Charles-de-Gaulle 2 TGV.

La Seine-et-Marne est traversée par trois lignes à grande vitesse, qui relient les gares parisiennes respectivement à Lyon et au Sud-Est (LGV Sud-Est), à Lille et à l'Europe du Nord (LGV Nord) et à l'Est de la France et à l'Allemagne (LGV Est européenne). Le département n'est toutefois que traversé par ces LGV qui ne desservent aucune gare en Seine-et-Marne. Seule la LGV Interconnexion Est, qui relie les 3 lignes précitées, comporte deux gares desservies par TGV inOui, Ouigo et Thalys : Aéroport Charles-de-Gaulle 2 TGV, construite pour faciliter les correspondances TGV-avion, et Marne-la-Vallée - Chessy, au cœur du parc Disneyland Paris.
Des trains Intercités, TER Hauts-de-France, TER Grand Est, TER Bourgogne-Franche-Comté et TER Centre-Val de Loire traversent également le département au départ des gares parisiennes : la plupart ne desservent aucune gare en Seine-et-Marne.

#### RER et Transilien
La Seine-et-Marne est parcourue par :
- la ligne A du RER (branche A4), dont le terminus est à Marne-la-Vallée - Chessy, que la ligne atteint après avoir notamment desservi Torcy ;
- la ligne B du RER (branches B3 et B5), dont les terminus sont à aéroport Charles-de-Gaulle 2 TGV et Mitry - Claye ;
- la ligne D du RER (branche D2), dont le terminus est à Melun, que la ligne atteint soit par Lieusaint - Moissy soit par Le Coudray-Montceaux ;
- la ligne E du RER (branches E2 et E4), dont les terminus sont à Chelles - Gournay et Tournan, que la ligne atteint après avoir notamment desservi Émerainville - Pontault-Combault et Gretz-Armainvilliers ;
- la ligne K du Transilien, qui relie Paris-Nord à Crépy-en-Valois (Oise), en desservant notamment Mitry - Claye et Dammartin - Juilly - Saint-Mard ;
- la ligne P du Transilien, qui relie : 
  - Branches nord : Paris-Est à La Ferté-Milon et Château-Thierry (deux gares située dans l'Aisne), en desservant notamment Chelles - Gournay, Lagny - Thorigny et Meaux ;
  - Branches sud : Paris-Est à Coulommiers (prolongement par bus jusqu'à La Ferté-Gaucher) et Provins, en desservant notamment Gretz-Armainvilliers (pour les deux branches) et Longueville (pour la seconde uniquement) ;
  - Esbly à Crécy-la-Chapelle ;
- la ligne R du Transilien, qui relie Paris-Lyon à Montereau (par deux itinéraires) et Montargis (Loiret), en desservant notamment Melun, Fontainebleau - Avon, Moret - Veneux-les-Sablons et Nemours - Saint-Pierre.

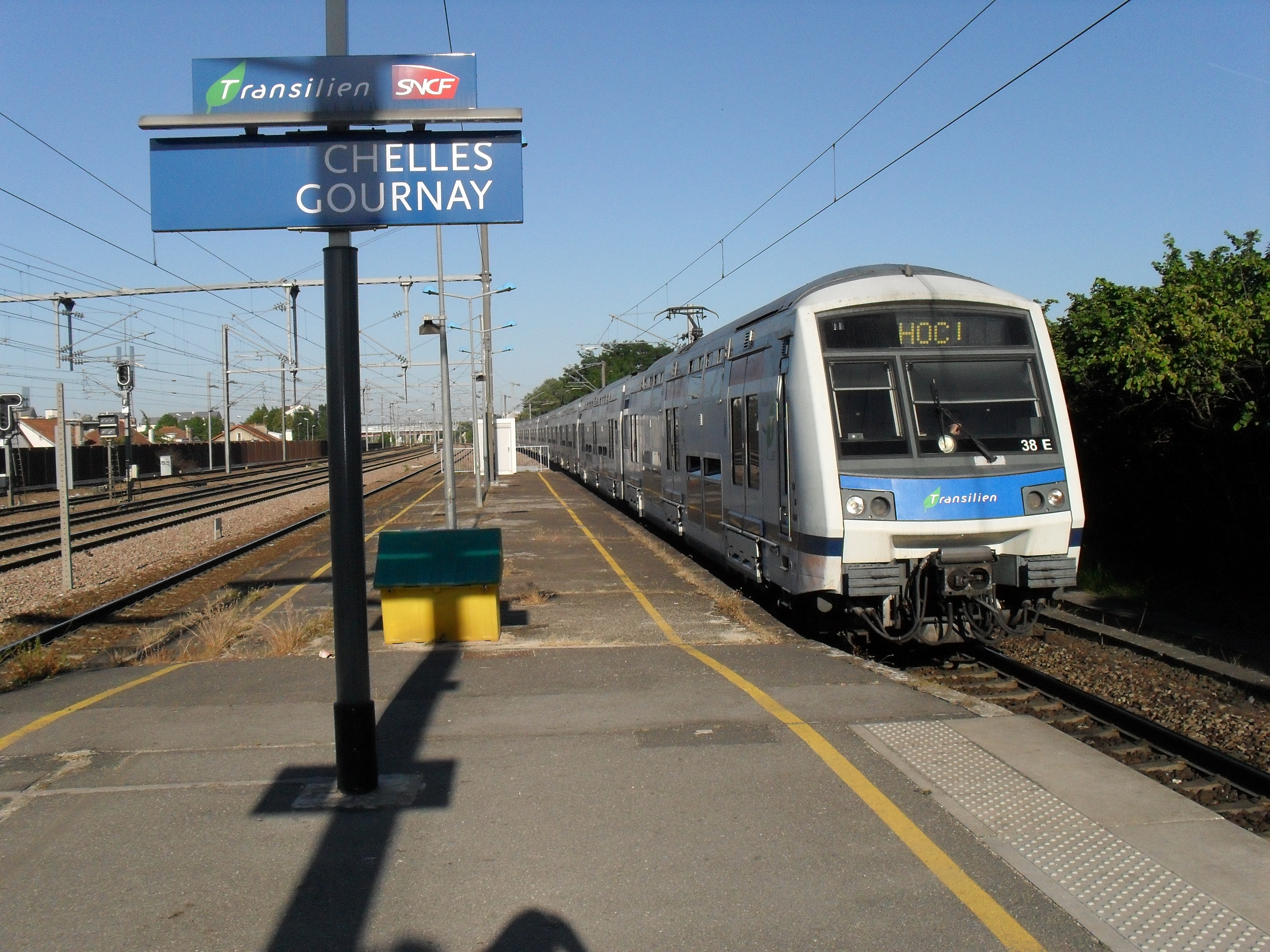
Une rame Z 22500 en gare de Chelles - Gournay.

La Seine-et-Marne compte 27 gares avec une fréquentation supérieure à un million de voyageurs par an. Les  gares de Melun, Chelles - Gournay, Meaux, Lieusaint - Moissy et Marne-la-Vallée - Chessy ont une fréquentation supérieure à cinq millions de voyageurs en 2019.

#### Métro
La Seine-et-Marne n'est actuellement pas desservie par le métro de Paris, mais le Grand Paris Express devrait la desservir par ses lignes 16 (station Chelles – Gournay) et 17 (stations Aéroport Charles-de-Gaulle 2 TGV, Aéroport Charles de Gaulle 2e gare et Le Mesnil-Amelot). La station de Noisy - Champs, située en limite de la Seine-Saint-Denis, sera une station commune aux lignes 11, 15 et 16.

#### Autobus
Les réseaux d’autobus et autocar suivants desservent le département :
- Brie et 2 Morin
- Fontainebleau - Moret
- Grand Melun
- Marne et Brie
- Marne et Seine
- Marne-la-Vallée
- Meaux et Ourcq
- Pays Briard
- Pays de Montereau
- Provinois - Brie et Seine
- RATP
- Roissy Est
- Seine-et-Marne Express
- Sénart
- Vallée du Loing - Nemours

## Transport fluvial
La Marne et le canal du Loing sont navigables (gabarit Freycinet ou classe I CEMT), mais c'est la Seine (classe V en aval de Montereau) qui assure l'essentiel du trafic fluvial dans le département. Le principal port de commerce est celui de Montereau-Fault-Yonne.

## Transport aérien

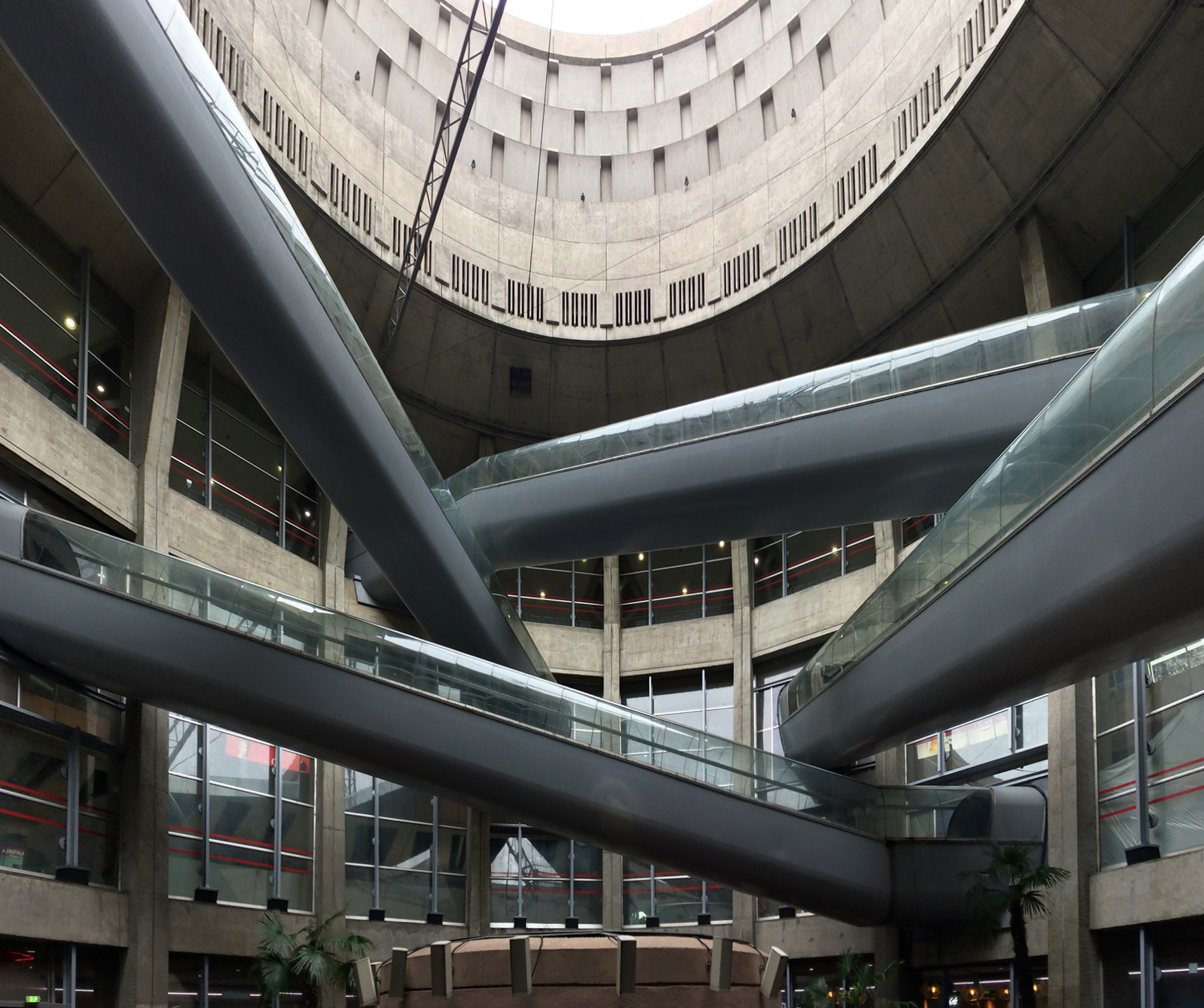
Le terminal 1 de l'aéroport de Paris-Charles-de-Gaulle, à la limite du Val-d'Oise.

L'aéroport de Paris-Charles-de-Gaulle, situé à la limite des départements de Seine-Saint-Denis, du Val-d'Oise et de Seine-et-Marne, est le plus fréquenté de France et le deuxième en Europe. Une centaine de compagnies aériennes le relient à environ 300 destinations dans le monde. La taille de cet aéroport explique qu'il génère d'importants flux pour les autres modes de transport, locaux (notamment pour l'acheminement des quelque 80 000 salariés du site), régionaux (RER et autoroute A1 depuis Paris ) et nationaux (trains à grande vitesse s'arrêtant en gare de l'aéroport Charles-de-Gaulle 2 TGV).
Le département possède également quelques aérodromes, au trafic beaucoup plus modeste : Chelles - Le Pin, Coulommiers - Voisins, Lognes - Émerainville, Meaux - Esbly, Melun - Villaroche, Moret - Épisy et Nangis Les Loges.

## Modes actifs
Le département est traversé par plusieurs voies vertes, véloroutes et sentiers de grande randonnée.
La Seine-et-Marne est concernée par les lignes V3 (Maurepas-La Verrière / Parc des expositions de Paris-Nord Villepinte/Claye-Souilly), V4 (Cergy-Pontoise / Marne-la-Vallée Chessy), V5 (Poissy / Pontault-Combault), V6 (Cergy-Pontoise / Tournan-en-Brie/Verneuil-l'Étang) et V7 (Mantes-la-Jolie / Saint-Fargeau-Ponthierry/Melun) du projet de RER Vélo, réseau de pistes cyclables de moyenne distance à travers la région Île-de-France.